# (9919) Undset
(9919) Undset – planetoida z pasa głównego asteroid okrążająca Słońce w ciągu 3,67 lat w średniej odległości 2,38 j.a. Odkrył ją Claes-Ingvar Lagerkvist 22 sierpnia 1979 roku w Obserwatorium La Silla. Nazwa planetoidy pochodzi od Sigrid Undset (1882–1949) – norweskiej pisarki, laureatki Nagrody Nobla w dziedzinie literatury w 1928 roku.